# Argyrogena
Argyrogena is een geslacht van slangen uit de familie toornslangachtigen (Colubridae) en de onderfamilie Colubrinae.

## Naam en indeling
De wetenschappelijke naam van de groep werd voor het eerst voorgesteld door Franz Werner in 1924.
Er zijn twee soorten, de soort Argyrogena fasciolata was lange tijd de enige vertegenwoordiger van het geslacht, tot in 2014 een andere soort werd toegekend; Argyrogena vittacaudata. 

## Verspreiding en habitat
De soorten komen voor in delen van zuidelijk Azië en leven in de landen Bangladesh, India, Nepal, Pakistan en Sri Lanka. Er is weinig bekend over de biologie en de levenswijze van de soorten.

### Soorten
Het geslacht omvat de volgende soorten, met de auteur en het verspreidingsgebied.
| Naam                    | Auteur      | Verspreidingsgebied                           |
| ----------------------- | ----------- | --------------------------------------------- |
| Argyrogena fasciolata   | Shaw, 1802  | India, Sri Lanka, Pakistan, Nepal, Bangladesh |
| Argyrogena vittacaudata | Blyth, 1854 | India                                         |